# EN 60601-2-54
Die EN 60601-2-54 mit dem Titel „Teil 2-54: Besondere Festlegungen für die Sicherheit und die wesentlichen Leistungsmerkmale von Röntgengeräten für Radiographie und Radioskopie“ ist Teil der Normenreihe EN 60601.
Herausgeber der DIN-Norm DIN EN 60601-2-54 ist das Deutsche Institut für Normung.
Die Norm basiert auf der internationalen Fassung IEC 60601-2-54. Im Rahmen des VDE-Normenwerks ist die Norm als VDE 0750-2-54 klassifiziert, siehe DIN-VDE-Normen Teil 7.
Diese Ergänzungsnorm regelt allgemeine Festlegungen für die Sicherheit, Prüfungen und Richtlinien von Röntgengeräten für Radiographie und Radioskopie. Zweck ist es, Merkmale der Basissicherheit, die wesentlichen Leistungsmerkmale sowie Prüfungen zu beschreiben und zusätzlich Anleitungen für ihre Anwendung zu geben.

## Gültigkeit
- Die Endgültige Version der Norm ist korrespondierend mit der 3. Ausgabe der DIN EN 60601-1 anzuwenden.
- Einsprüche konnten bis 31. Dezember 2008 vorgenommen werden.

## Anwendungsbereich
Diese internationale Norm gilt für die Basissicherheit und die wesentlichen Leistungsmerkmale von ME-Geräten und ME-Systemen, die für die Benutzung bei Projektions-Radiographie und -Radioskopie bestimmt sind. Anforderungen für Vorkehrungen speziell für ME-Geräte und ME-Systeme die für interventionelle Anwendungen bestimmt sind, sind in den besonderen Festlegungen EN 60601-2-43 enthalten; hier wurden Änderungen oder Streichungen gegenüber den Anforderungen in EN 60601-2-54 vorgenommen.
ME-Geräte oder ME-Systeme, die bestimmt sind für die Anwendung bei
- Knochen- oder Gewebeabsorptions-Dichtemessung,
- Computertomographie,
- Mammographie,
- Dentalanwendung,

sind vom Anwendungsbereich dieser internationalen Norm ausgenommen. Der Anwendungsbereich dieser internationalen Norm schließt auch Radiotherapie-Simulatoren aus.

## Zusatzinformation
Die Norm befindet sich noch im Entwurfstadium.
Folgende geänderte Anforderungen sind in der EN 60601-2-54 enthalten (Auszug):
- Anforderungen an das Versorgungsnetz
- Schutz vor elektrischen Gefährdungen
- Schutz vor mechanischen Gefährdungen (Kollisionen, Bewegung, Mechanische Festigkeit)
- Schutz vor Strahlung
- Schutz vor Gefährlichen Ausgangswerten
- Konstruktive Anforderungen
- Messvorschriften
- Verweis auf Anwendung der EN 60601-1-3